# Analiză tranzacțională
Analiza tranzacțională, cunoscută și ca AT, este o metodă utilizată în psihoterapie, psihologie organizațională, consiliere psihologică și psihologie educațională.  Conceptele cu care lucrează analiza tranzacțională sunt de natură psihanalitică, umanistă și cognitivă. Printre acestea se numără: 
- stările Eului sau modelul PAC Părinte-Adult-Copil, incluzând contaminările posibile dintre aceste stări, dar și decontaminările,
- tranzacțiile sociale sau interacțiunile din perspectiva celor trei stări ale Eului,
- triunghiul dramatic Salvator-Victimă-Persecutor, 
- scenariul de viață sau povestea vieții pe care am ales în copilărie să o trăim, cuprinzând drivere și injoncțiuni care pot fi depășite prin permisiuni, 
- stroke-urile sau unitățile de recunoaștere pe care le acordăm celorlalți și le primim de la ceilalți,
- simbioza în care intră două persoane cărora le lipsește cel puțin o stare a Eului, pentru a-și completa fiecare stările lipsă cu ale celuilalt, 
- pozițiile de viață din coralul OK sau clasificarea credințelor pozitive și negative despre sine și ceilalți,
- desconsiderările sau ignorarea unor aspecte reale aici-și-acum din sine sau din lume relevante pentru rezolvarea problemelor, 
- jocurile psihologice sau interacțiunile sociale contraproductive pe care oamenii le urmăresc după un anumit tipar pentru a obține stroke-uri, a-și confirma scenariul de viață și a evita vulnerabilitatea pe care o presupune intimitatea, 
- emoțiile racket sau emoțiile false în spatele cărora se ascund emoțiile autentice nepermise de scenariul de viață,
- autonomia sau eliberarea de scenariu prin recâștigarea spontaneității, conștientizării și intimității,
- contractul sau angajamentul pe care psihoterapeutul și clientul îl iau de comun acord de a urmări obiective de schimbare ale clientului. 
În esență, în psihoterapie se lucrează cu scenariul de viață și se analizează tranzacțiile sau interacțiunile sociale ale persoanei pentru a identifica și eventual modifica stările dominante ale Eului persoanei.
Metoda a fost creată și dezvoltată de către psihiatrul canadiano-american Eric Berne în timpul anilor 1950 și aplicată cu succes în anii 1960.  Printre cărțile relevante pentru metoda creată de el, se distinge bestseller-ul Games People Play, tradus în limba română cu titlul „Jocuri pentru adulți".